# Holocryptis erubescens
Holocryptis erubescens là một loài bướm đêm trong họ Noctuidae.